# 불라트 주마딜로프
불라트 누레트디노비치 주마딜로프(카자흐어: Болат Нұретдинұлы Жұмаділов 볼라트 누르트디눌르 주마딜로프, 러시아어: 	Булат Нуретдинович Жумадилов, 1973년 4월 22일~)는 카자흐스탄의 권투 선수이다. 1996년 하계 올림픽과 2000년 하계 올림픽에서 플라이급 은메달을 획득했으며 세계 선수권 대회에서 금메달 1개, 은메달 1개, 동메달 1개를 획득했다.